# سی پالینگ
سی پالینگ (به انگلیسی: Sea Palling) یک روستا و محله مدنی در بریتانیا است که در North Norfolk واقع شده‌است. سی پالینگ ۱۱٫۰۵ کیلومتر مربع مساحت و ۶۵۵ نفر جمعیت دارد.